# Бофалоре Сопра Тичино
Бофалоре Сопра Тичино (итал. Boffalora Sopra Ticino) је насеље у Италији у округу Милано, региону Ломбардија.
Према процени из 2011. у насељу је живело 3992 становника. Насеље се налази на надморској висини од 138 м.

## Становништво
| 1931. | 1936. | 1951. | 1961. | 1971. | 1981. | 1991. | 2001. | 2011. |
| ----- | ----- | ----- | ----- | ----- | ----- | ----- | ----- | ----- |
| 2.528 | 2.547 | 2.871 | 3.151 | 3.615 | 3.843 | 4.125 | 4.265 | 4.195 |